# Trichosphaeria pilosa
Trichosphaeria pilosa är en svampart som först beskrevs av Christiaan Hendrik Persoon, och fick sitt nu gällande namn av Karl Wilhelm Gottlieb Leopold Fuckel 1870. Trichosphaeria pilosa ingår i släktet Trichosphaeria och familjen Trichosphaeriaceae.  Arten är reproducerande i Sverige. Inga underarter finns listade i Catalogue of Life.